# Israël Rozen
Pour les articles homonymes, voir Rozen.
Yisrael Rozen (hébreu : ישראל רוזן), né en mai 1941 à Tel Aviv et mort le 1er novembre 2017, est un rabbin orthodoxe israélien contemporain. 
Il a fondé le département pour la conversion au judaïsme au sein du Grand-Rabbinat d'Israël où il est juge. Il est également directeur de l'Institut Zomet destiné à concilier la technologie et la halakha ; il est également rédacteur en chef de la revue annuelle Techumin publiée par cet institut. Il édite le bulletin hebdomadaire Shabbat B'Shabbato où il tient une chronique hebdomadaire. Il écrit des commentaires sur les interprétations rabbiniques du Tanakh (la Bible hébraïque). 

## Biographie
Le rabbin Rozen est né à Tel Aviv, a fait ses études dans les yechivot HaYishuv HeHadash et Kerem BeYavneh, où il a fondé le Kollel. Il a par la suite étudié l'électronique à l'Institut de technologie de Jérusalem et à l'université Bar-Ilan. 
Le rabbin Rozen exerce son activité dans de nombreux domaines. À l'Institut Zomet, il contribue à adapter les innovations technologiques pour permettre de respecter la halakha ; il applique ainsi aux dispositifs technologiques, principalement dans l'électronique, des concepts halakhiques, grâce auxquels on peut les utiliser dans les règles de la halakha. Il écrit également et publie des articles sur le Tanakh. Ses positions le portent au conservatisme tant politique que religieux. 
En avril 2008, le rabbin Rosen a reçu le prix Lev de l'Institut de technologie de Jérusalem pour ses réalisations exceptionnelles dans le cadre de la Torah Umadda. 
En novembre 2008, il a gagné un procès en diffamation contre le journal israélien Yated Neeman après que le conseil rabbinique de ce journal eut demandé à ses rédacteurs de diffuser des calomnies contre lui. Yated Neeman avait prétendu faussement que le rabbin avait fourni une certification halakhique contre de l'argent,. 
À l'occasion du pèlerinage en Israël de Benoît XVI en 2009, le message fort peu amène qu'Israël Rozen lui envoya était que Jésus était un faux messie qui avait bien mérité de mourir, mais qu'on pourrait utiliser les catholiques pour aider Israël à mener une guerre contre l'islam fondamentaliste.
Il était membre du parti Le Foyer juif jusqu'en août 2017.

### Vie privée
Israël Rozen vivait à Alon Shvut, il est marié et père de cinq enfants.

## Publications

### Livres (en hébreu)
- ספר שופטים בגובה חז"ל
- אתרי סגולה בגובה חז"ל

### Articles (en hébreu)
- בין שופטים לשמואל, מגדים ב'
- על שאול ועמלק ועל 'חדשנות הלכתית', מגדים י'
- דבורה וברק: זוג שופטים 'הפכי', מגדים מ'
- יהדות ועולם - אמונה וטכנולוגיה, עיבוד מאמר שנדפס בחוברת "באור התורה"
- מאמרי הרב רוזן באתר "ישיבה"